# Felsinschrift von Delibaba
Die urartäische Felsinschrift von Delibaba (Velibaba, Kreis Horasan, Provinz Erzurum) liegt am Ufer des Baches Soimen, eines südlichen Zuflusses des Araxes. Der Fundort liegt zwischen Hasankale/Pasinler und Eleşkirt (Alaškert). Sie stammt aus der Regierungszeit des urartäischen Königs Menua.
Sie berichtet, dass König Menua, Sohn des Išpuini, diese Festung (É.GAL) für den mächtigen dḪaldi erbaut hat, und führt im Anschluss die Titel Menuas auf. Vergleichbare Inschriften sind zum Beispiel auch aus Pasinler und Başbulak bekannt. Sie zeugen von einem ausgedehnten Bauprogramm, mit dem die neu eroberten Gebiete systematisch gesichert wurden.